# Bureau de placement
 (décembre 2023).

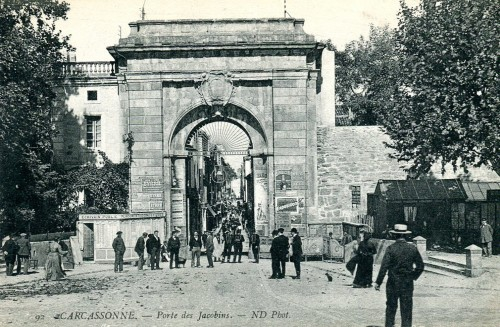
Bureau de placement de M. Parer à Carcassonne, à gauche de la porte des Jacobins, 1879.

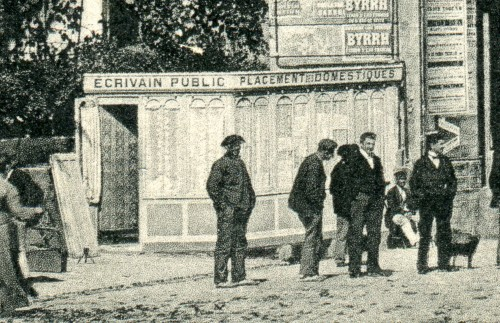

Un bureau de placement est un terme désuet qui désignait un endroit où l'on venait chercher du travail.
Par le décret du 16 juin 1857, ces bureaux sont devenus règlementés, c'est-à-dire soumis à un système de fonctionnement bien précis : enregistrement des états civils, type de demande d'emploi, etc.
En 1900 à Paris, on comptait environ 300 bureaux autorisés, ayant réalisé plus de 450 000 placements. Après une visite médicale, par la loi du travail de 1878, les postulants devaient s’acquitter de 5 francs de frais d'inscriptions.
Le principe du bureau de placement est toujours d'actualité, remplacé avec de nouvelles structures de recherche d'emploi telles que Pôle emploi (2008) pour le public, et les agences d'intérimaires pour le secteur privé.